# Cyperus pangorei
Cyperus pangorei är en halvgräsart som beskrevs av Christen Friis Rottbøll. Cyperus pangorei ingår i släktet papyrusar, och familjen halvgräs. IUCN kategoriserar arten globalt som livskraftig. Inga underarter finns listade i Catalogue of Life.